# Бёрнс, Эдвард Джеймс
Эдвард Джеймс Бёрнс (англ. Edward James Burns; род. 7 октября 1957, Питтсбург, штат Пенсильвания, США) —  прелат Римско-католической церкви, 5-й епископ Джуно.

## Биография
Эдвард Бернс родился в Питтсбурге, штат Пенсильвания 7 октября 1957 года. Он был сыном Дональда Бёрнса и Джеральдин Литтл-Бёрнс. Обучался в высшей школе Линкольн Хай Скул в городе Эллвуд и университете Даквесн, где получил степень бакалавра в философии и социологии. Получил степень магистра и доктора богословия в университете Маунт Сент-Мэри в Эммитсберге, штат Мэриленд.
25 июня 1983 года рукоположен в священники Винсентом Леонардом, епископом Питтсбурга. Служил викарием на приходах Богоматери Лурдской в Бёрджеттстауне и Непорочного Зачатия в Вашингтоне.
В 1991 году был духовником и вице-ректором семинарии Святого Павла в епархии Питтсбурга. В 1996 году был назначен ректором в этой семинарии. Также был исполнительным директором Секретариата для духовенства, посвященной жизни и призваний в США Конференции католических епископов США с 1999 по 2008 год.
19 января 2009 года римский папа Бенедикт XVI номинировал его в епископы Джуно. Епископская хиротония совершил 3 марта 2010 года в Питтсбурге епископом Дэвид Зубик, которому сослужили архиепископ Роджер Швиц, М.О.Н.Д.М. и кардинал Дональд Уильям Вюрл. Взошёл на кафедру 2 апреля 2009 года.
13 декабря 2016 года римский папа Франциск номинировал его в епископы Далласа в штате Техас. Епископская ординация состоялась 9 февраля 2017 года в кафедральном соборе Гвадалупской Девы Марии в Далласе.